# 헝가리의 로마 가톨릭교회

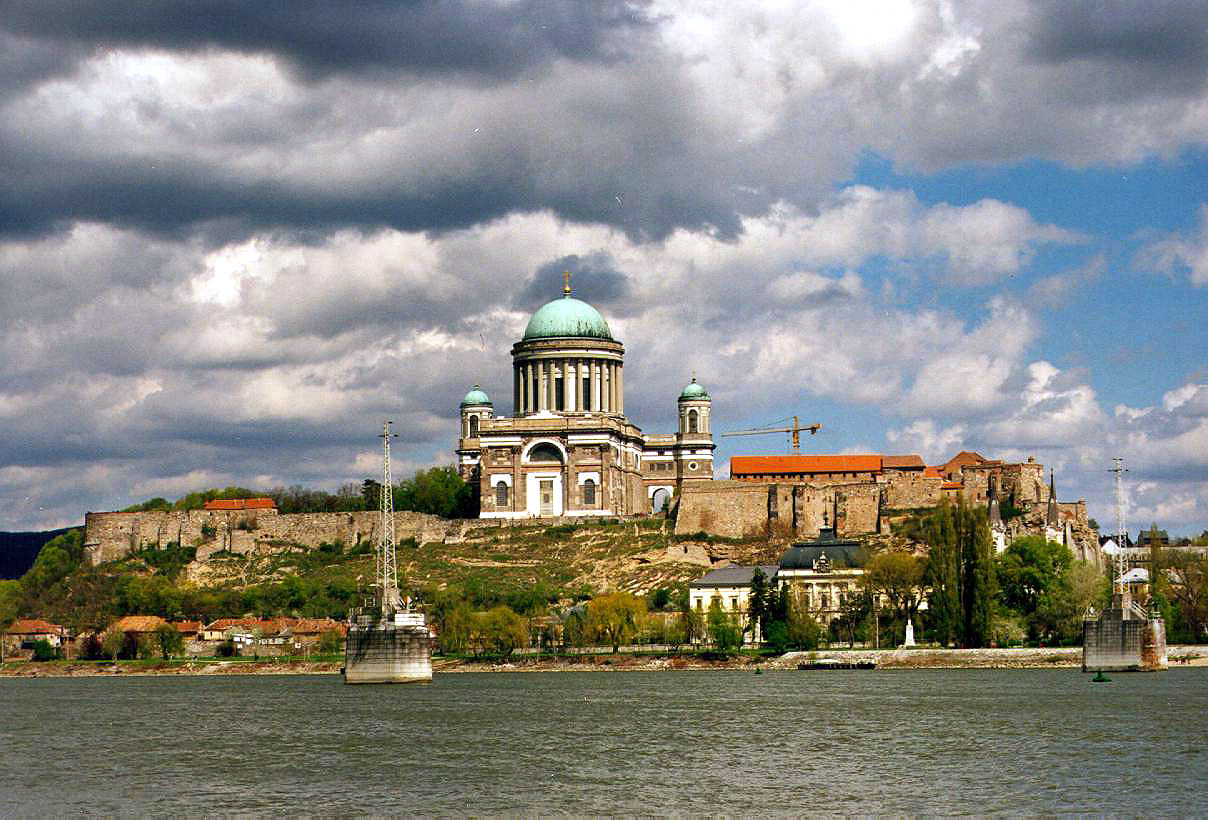

이 문서는 헝가리의 로마 가톨릭교회 문서이다. 2001년 통계조사에 따르면 현재 헝가리 총인구의 절반이 넘는 약 556만 명이 가톨릭교도이다. 헝가리에는 네 곳의 대교구를 포함한 열두 곳의 교구가 존재하고 있다. 덧붙여 자치 수도원구와 비잔틴 전례를 고수하는 사람들을 위하여 설립된 헝가리 그리스 가톨릭교회도 있다.

## 같이 보기
- 헝가리의 로마 가톨릭 교구 목록